# Писарево (Великотирновська область)
Писаре́во (болг. Писарево) — село у Великотирновській області Болгарії. Входить до складу общини Горішня Оряховиця.

## Населення
За даними перепису населення 2011 року у селі проживали 794 особи.
Національний склад населення села:
| Національність   | Кількість осіб | Відсоток |
| ---------------- | -------------- | -------- |
| турки            | 503            | 65,2%    |
| болгари          | 224            | 29,1%    |
| цигани           | 32             | 4,2%     |
| Всього відповіли | 771            |          |

Розподіл населення за віком у 2011 році:
Динаміка населення: